# دان ماكينون
دان ماكينون هو دبلوماسي وسياسي أسترالي، ولد في 11 فبراير 1903 في ملبورن في أستراليا، وتوفي في 7 يونيو 1983 في South Yarra ‏ في أستراليا. نشط حزبياً في الحزب الليبرالي الأسترالي. وقد انتخب عضو مجلس النواب الأسترالي ‏ عن دائرة كورانجاميت ‏ (29 أغسطس 1953 – 31 أكتوبر 1966) وانتخب عضو مجلس النواب الأسترالي ‏ عن دائرة Division of Wannon ‏ (10 ديسمبر 1949 – 28 أبريل 1951).